# Synerythrops cruciata
Synerythrops cruciata är en kräftdjursart som beskrevs av W. M. Tattersall 1951. Synerythrops cruciata ingår i släktet Synerythrops och familjen Mysidae. Inga underarter finns listade i Catalogue of Life.